# Schlatt AI
| AI ist das Kürzel für den Kanton Appenzell Innerrhoden in der Schweiz. Es wird verwendet, um Verwechslungen mit anderen Einträgen des Namens Haslen zu vermeiden. |

Schlatt ist eine Ortschaft im Bezirk Schlatt-Haslen im Kanton Appenzell Innerrhoden in der Ostschweiz. Schlatt ist ein mehrheitlich hügeliges Einzelhofgebiet mit dem Weiler Schlatt und liegt auf einer Krete nördlich von Appenzell.

## Geschichte

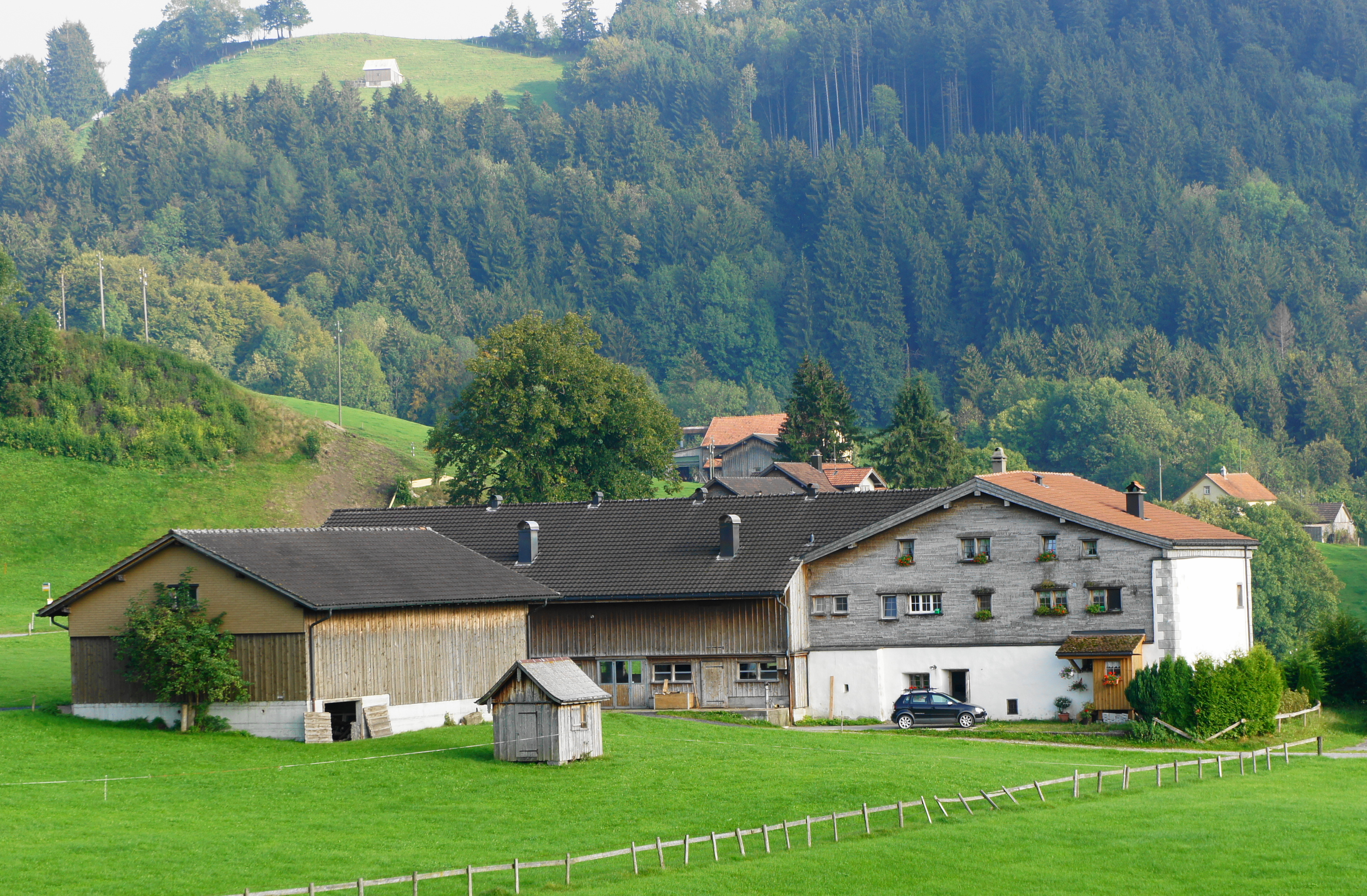
Bauernhaus Antonelis

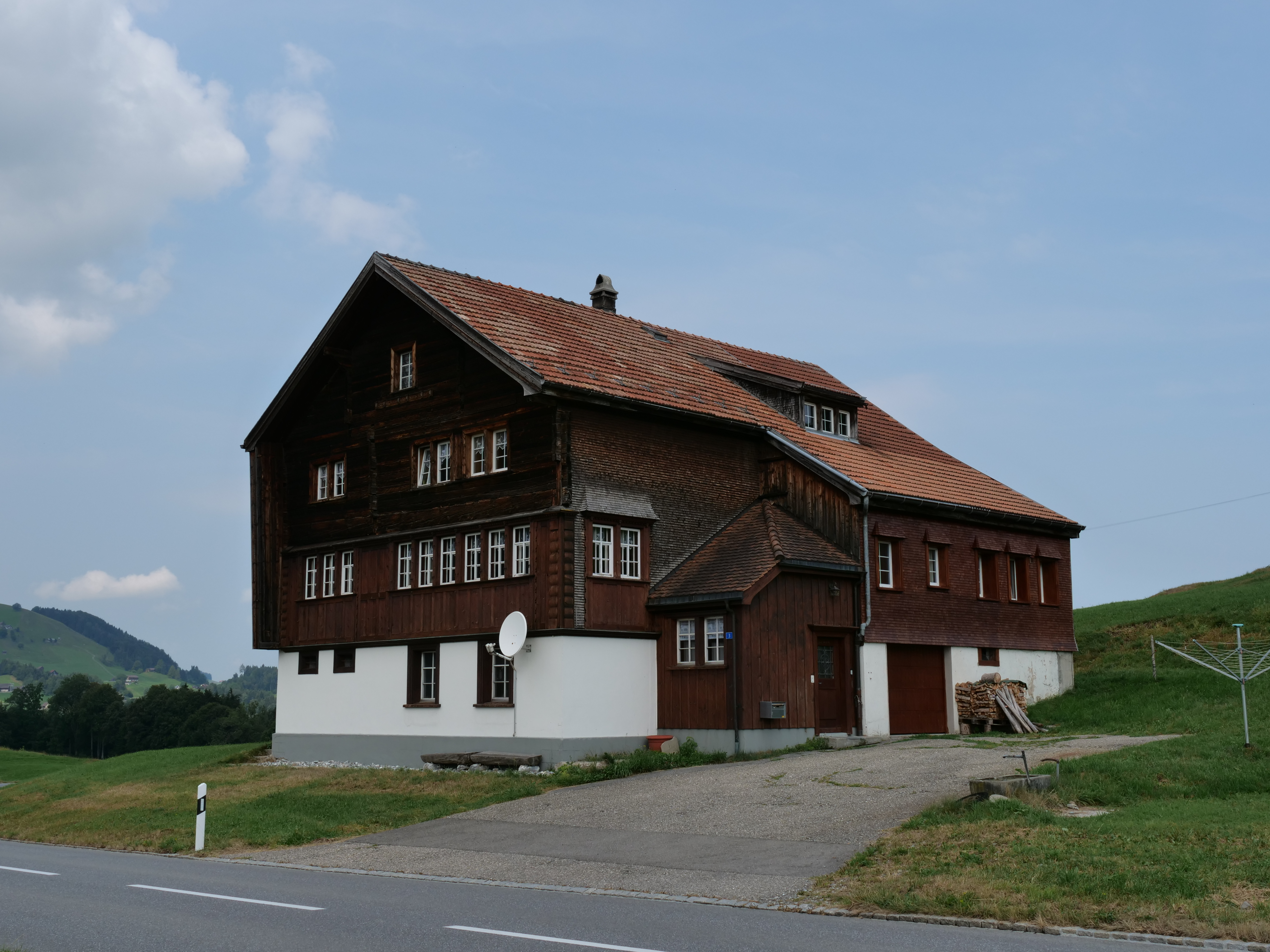
Zithus in Unterschlatt

Schlatt wurde um 1200 als Slatte erstmals erwähnt. Die Bedeutung des Namens geht auf einen Weideplatz auf einem Hügel oder einen Abhang zurück. Im Gebiet der Lank lassen sich die Bauernhäuser Antonelis , Remsen  und Zithus  mit dem um 1200 erwähnten Meier des Klosters St. Gallen von Appenzell in Verbindung bringen. Die Höfe Schlatt, Gehrenberg  und Leimensteig  gehörten bis ins 15. Jahrhundert zum klösterlichen Amt Appenzell. Zwischen 1204 und 1220 entstand die Rhode Schlatt. Im Jahr 1850 hatte sie 1294 Einwohner.
In Schlatt wurde die St.-Josephs-Kapelle nach der Errichtung einer von Appenzell abhängigen Kuratkaplanei 1769 baulich erweitert und 1911 bis 1912 durch einen neubarocken Bau ebenfalls von Hardegger ersetzt. Danach verdichtete sich der Weiler, dessen Kern mit Kirche, Pfarr- und Schulhaus sowie zwei Wirtshäusern trotz des Bedeutungsverlusts des Säumerwegs nach Teufen im 19. Jahrhundert erhalten geblieben war. Der Kirchenkreis wurde 1938 um das Gebiet Leimensteig ausgedehnt, eine Erhebung zur Pfarrei kam aber nicht zustande. 1970 wurde Schlatt ganz in die Pfarrei Appenzell eingegliedert. Seit 2000 wächst der Weiler.

## Kirche St. Josef
Um etwa 1722, wurde an Stelle eines Bildstocks eine Kapelle zu Ehren des heiligen Josefs errichtet. Um die Mitte des 18. Jahrhunderts wurde ein neues Schiff an die bestehende Andachtskapelle angebaut. Bei dieser Kirche war der Chor viel kleiner und niedriger als die Kapelle. 1794 wurde das Kapellenschiff um ein Joch verlängert und 1874 ein neues Türmchen erbaut. Kurz nach 1900 reichte der Platz nicht mehr aus und die Kapelle war baufällig. Weil eine nochmalige Verlängerung nicht möglich war entschloss man sich 1905, eine neue Kirche zu bauen. Die alte Kirche wurde im März 1911 abgebrochen. Im Innern ist noch die Kanzel im Rokoko-Stil aus dem Jahr 1760 vom alten Kirchlein erhalten. Am 12. Juni 1912 wurde die neue, von Architekt August Hardegger erbaute Kirche geweiht. Die Orgel mit elf Registern  aus dem Jahr 1920 stammt von Orgelbau Kuhn.

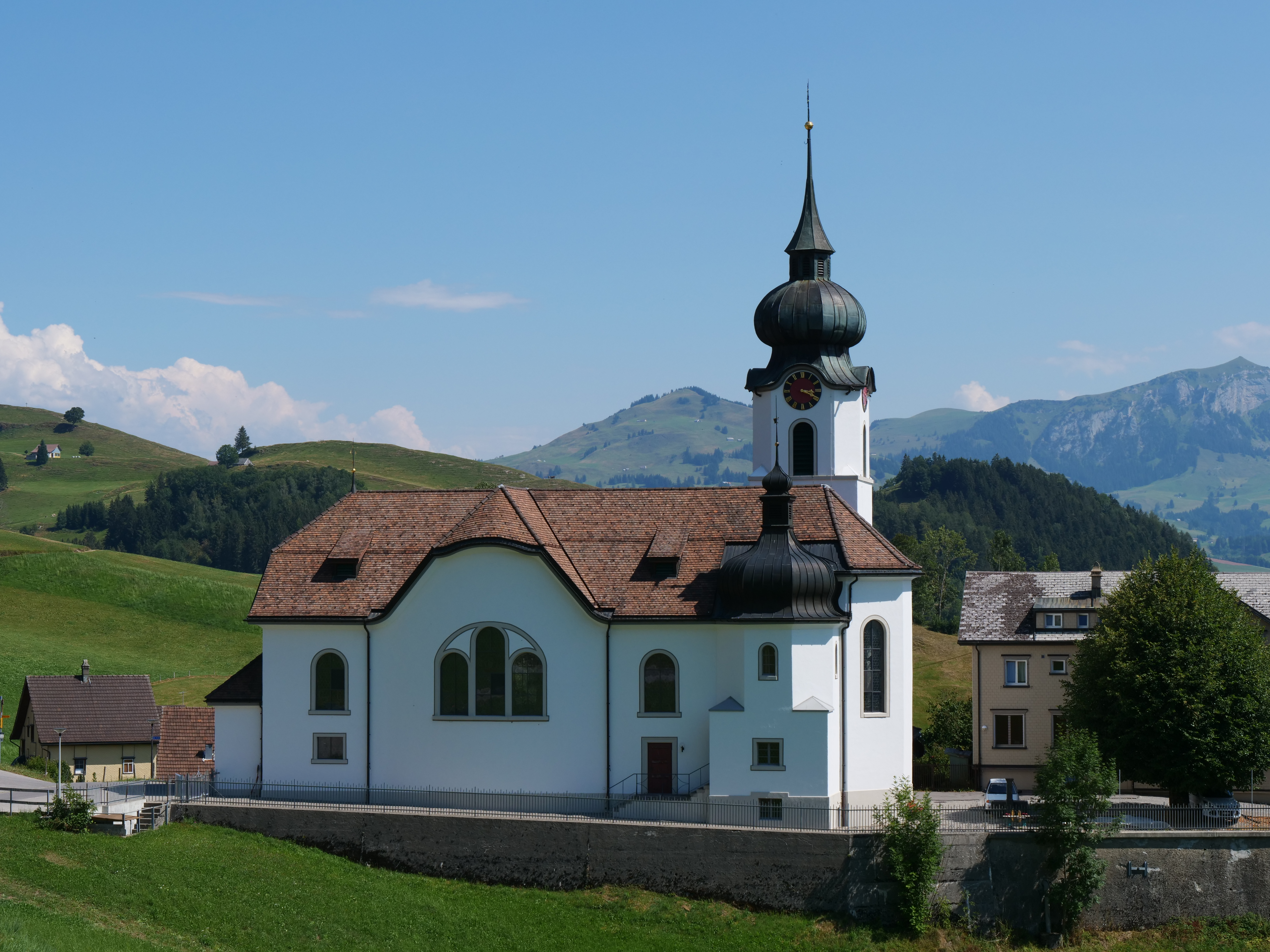
Blick von Norden auf die Kirche
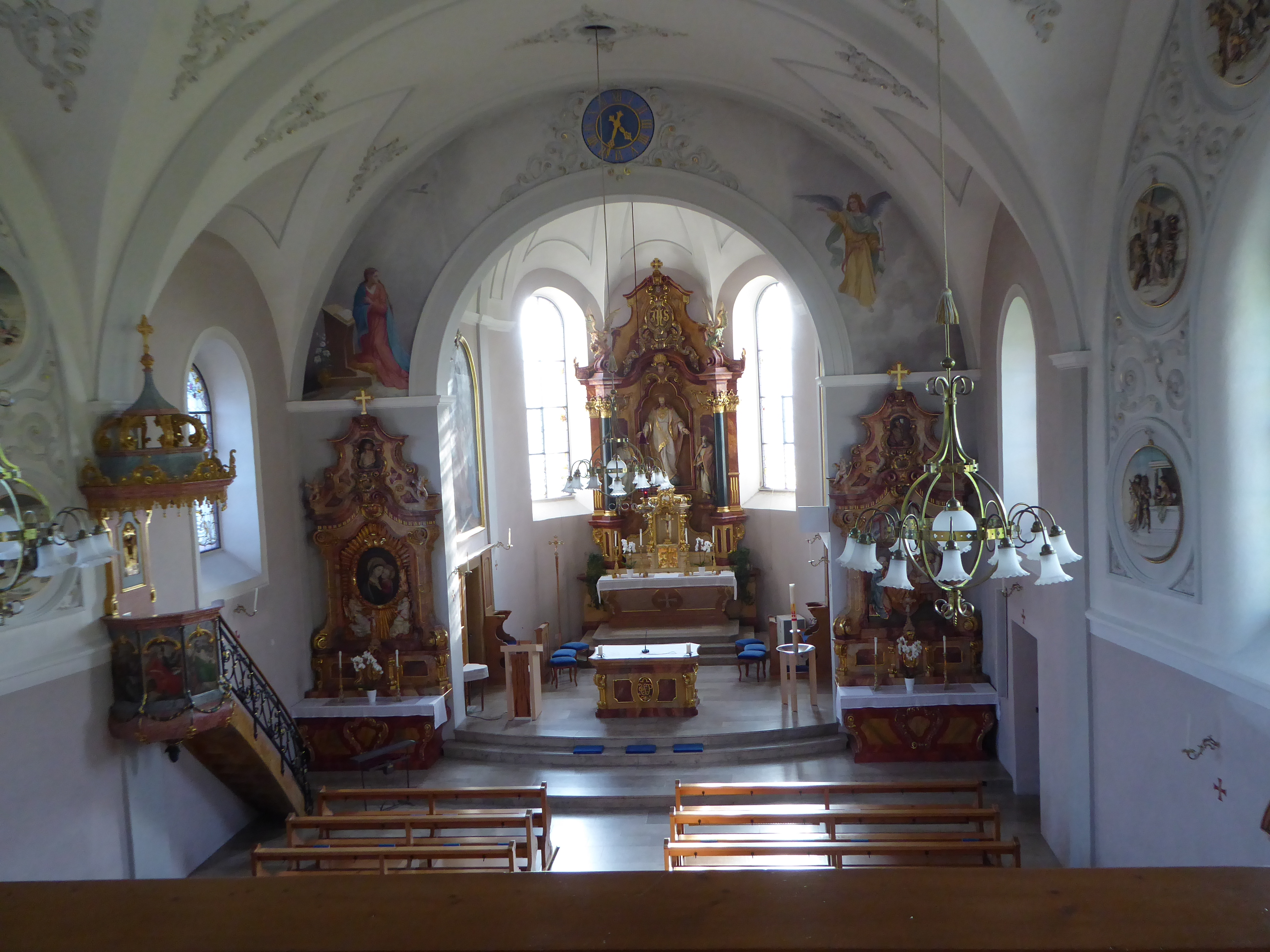
Innenraum
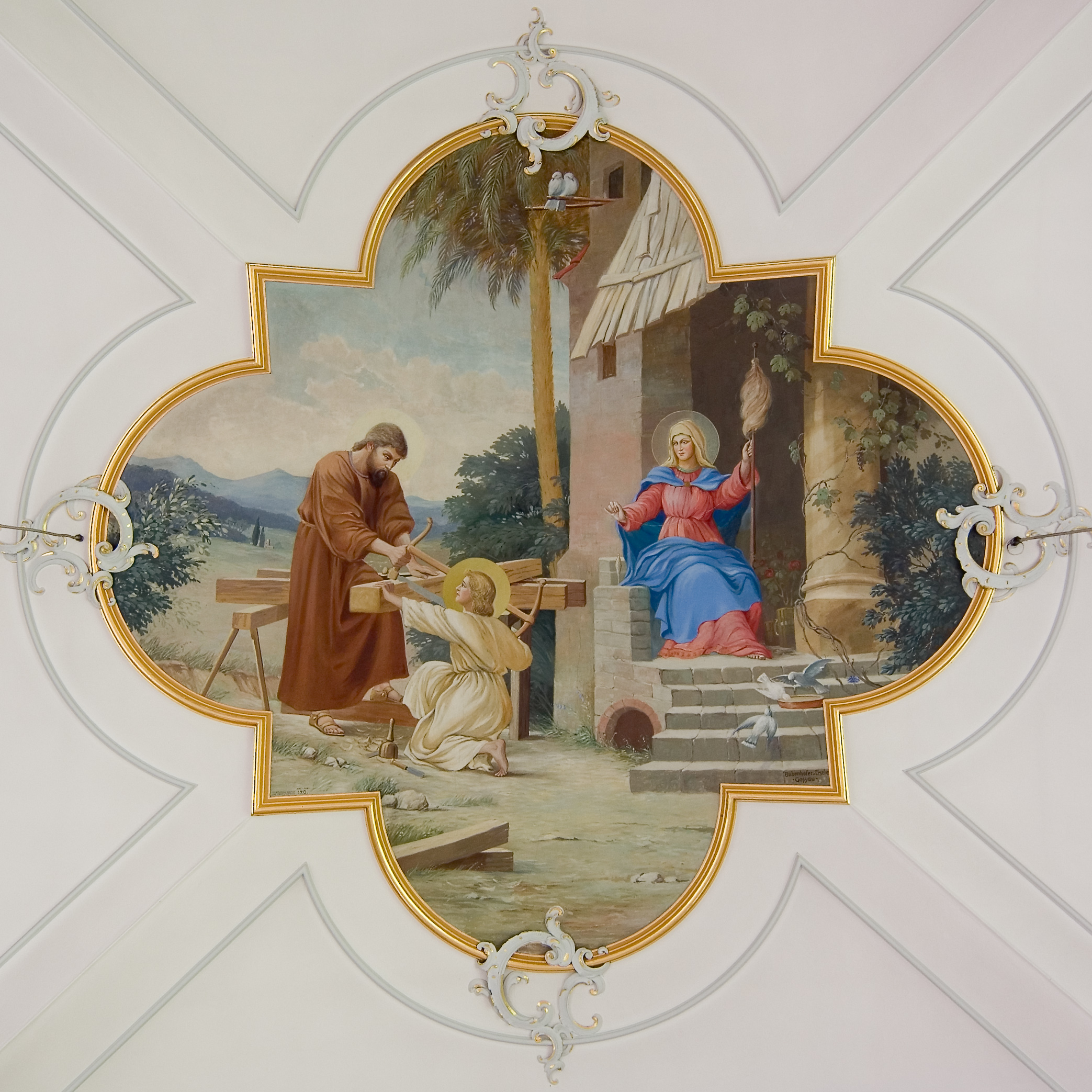
Gewölbegemälde
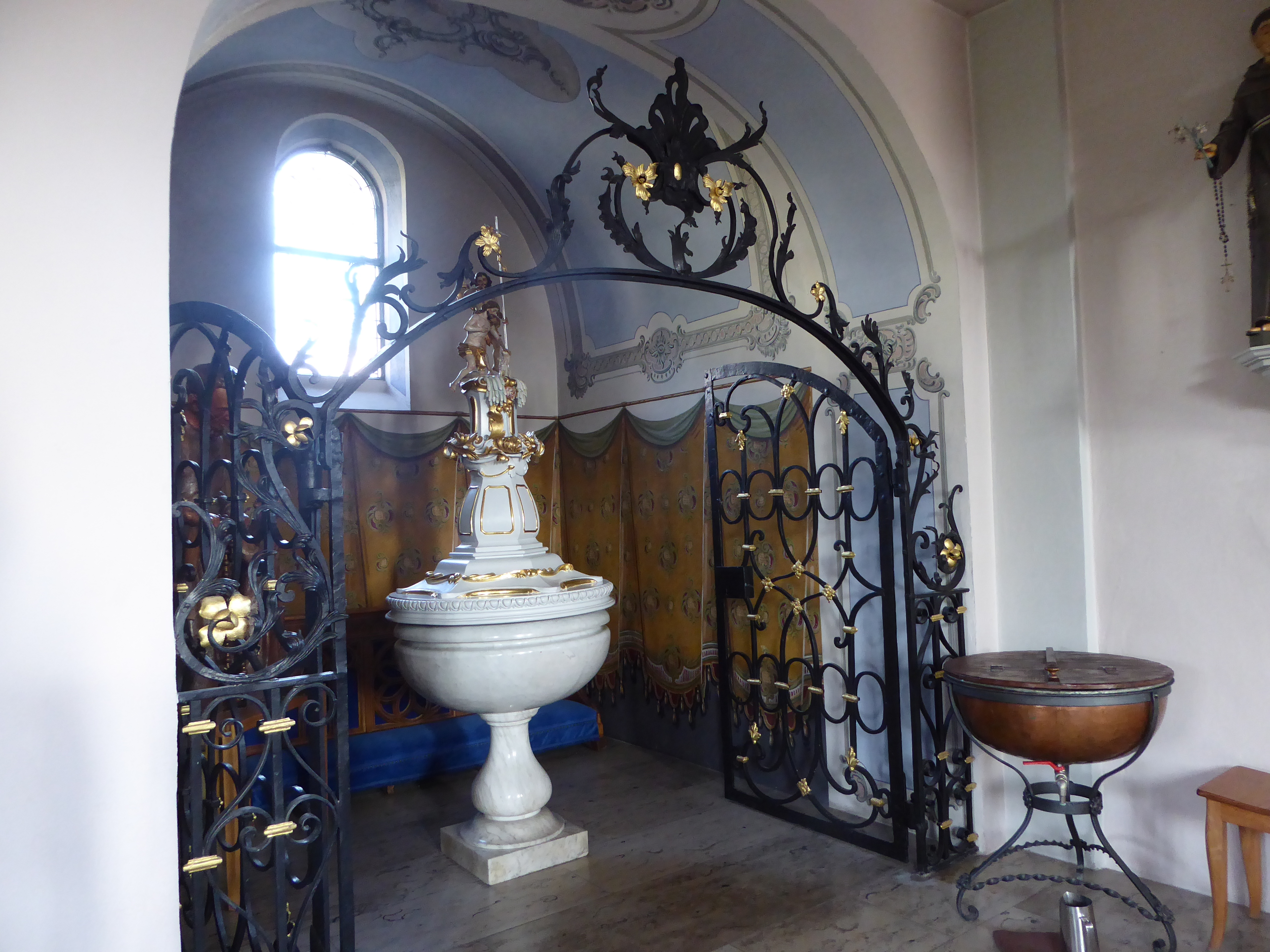
Taufstein

## Verkehr
Schlatt ist seit 1898 mit Appenzell durch eine Strasse verbunden. Im öffentlichen Verkehr wird Schlatt vom PubliCar Appenzell bedient.